# Arciorgano
L'arciorgano o archiorgano fou un orgue amb 36 graus microtonals inventat per Nicola Vicentino (1511–1576), que fou utilitzat en la Música del Renaixement.
L'arciorgano disposava de sis sèries de tecles, repartides en dos teclats, per a l'ús de notes cromàtiques i enharmòniques. Fou concebut per a experimentar amb intervals microtonals seguint el model dels gèneres cromàtic i enharmònic de l'antiga Grècia, tal com va fer Vicentino en algunes de les seues composicions. Vicentino publicà el seu invent sota el títol Descrizione dell’arciorgano el 1561 in Venècia. Amb la mateixa finalitat, Vicentino desenvolupà també l'arcicembalo.
Posteriorment, al voltant del 1650, el valencià Iuan Bautista Pomar fabricà un arciorgano amb 31 tecles per octava que regalà al Rei Felip IV de Castella i fou utilitzat a la Capella Reial de Madrid.
Des del 2016, existeix un arciorgano fet per l'orguener Bernhard Fleig seguint les indicacions de Vicentino, que es troba a l'Acadèmia de Música de Basilea.